# Курайски хребет
Кура̀йският хребет (на руски: Курайский хребет) е планински хребет в източната част на планината Алтай, в централната част на Република Алтай. Простира се в посока от запад-северозапад на изток-югоизток на протежение около 140 km покрай десния бряг на река Чуя (десен приток на Катун, лява съставяща на Об) на юг и река Башкаус (ляв приток на Чулишман (от басейна на Бия, дясна съставяща на Об) на север. На запад се свързва с Айгулакският хребет, а на изток – с хребета Чихачов. Ограничава от север Курайската и Чуйската степ, като се спуска към тях с ясно изразен тектонски разлом. Максимална височина 3446 m (50°20′01″ с. ш. 87°49′19″ и. д. / 50.333611° с. ш. 87.821944° и. д.), разположена над Курайската степ. Изграден от метаморфни скали. По южния му склон на повърхността се показват палеогенски и неогенски континентални ронливи наслаги. От него водят началото си множество къси и булни десни (Кокоря и др.) притоци на Чуя и леви (Илдугем, Кубарду и др.) притоци на Башкаус. Северният му склон под върховете е покрит със субалпийски пасища и лиственични гори, а южния със степна растителност.
Хребета е открит и за първи път изследван и топографски оконтурен през 1842 г. от видния руски геолог и географ Пьотър Чихачов.

## Топографски карти
- M-45, М 1:1000000[2]